# Horisme deviaria
Horisme deviaria là một loài bướm đêm trong họ Geometridae.